# 阿布·赛义德·奥斯曼·本·雅各布
阿布·赛义德·奥斯曼·本·雅各布（阿拉伯语：أبو سعيد عثمان بن يعقوب；1276年12月—1331年8月），又称阿布·赛义德·奥斯曼二世，摩洛哥马林王朝君主，1310年至1331年在位。
他是阿布·雅各布·优素福·纳赛尔的小儿子，前任君主阿布·拉比·苏莱曼的叔叔。

## 生平
阿布·赛义德·奥斯曼即位之初，马林王朝统治下的摩洛哥已经经历了长时间的不安局面。休达的王族叛乱刚刚被镇压，马林王朝和特莱姆森的连年征战结束不久，北方卡斯蒂利亚費爾南多四世的军队持续进攻，在1309年至1310年攻占了直布罗陀，同时开始围攻马林王朝控制下的阿尔赫西拉斯。阿布·赛义德·奥斯曼决定退出伊比利亚半岛的争夺，于1313年将先前获得的阿尔赫西拉斯和龙达归还给了格拉纳达。
1315年，阿布·赛义德·奥斯曼之子、王储阿布·阿里反叛，藏匿于非斯。阿布·赛义德·奥斯曼最初试图求和，他答应将王位让给儿子，自己转任塔扎总督；但由于阿布·阿里生病，阿布·赛义德·奥斯曼转而决定动用武力，他派兵围攻非斯，迫使阿布·阿里投降。阿布·阿里也因此失去王储之位，兄弟阿布·哈桑·阿里取而代之；阿布·阿里转而成为西吉尔马萨的领主，并获得相当大的自主权。1316年，休达总督叶海亚反叛，并维持了十多年的独立。1319年，格拉纳达君主受到卡斯蒂利亚军队的威胁，向阿布·赛义德·奥斯曼求助。阿布·赛义德·奥斯曼提出相当苛刻的条件，迫使格拉纳达统治者伊斯梅尔打消了念头。
1320年，阿布·阿里再度叛乱，其叛军控制了摩洛哥南部大部，同时占领了马拉喀什。1322年，阿布·赛义德·奥斯曼率军南下，击败了阿布·阿里。得胜的阿布·赛义德·奥斯曼仍然选择宽恕，继续让阿布·阿里统治西吉尔马萨。
1329年，伊夫起亚的哈夫斯王朝遭到特莱姆森军队的入侵，向阿布·赛义德·奥斯曼求援。阿布·赛义德·奥斯曼同意出兵。为此，哈夫斯王朝公主法蒂玛嫁给了王储阿布·哈桑·阿里。1331年8月，在接待法蒂玛公主时，阿布·赛义德·奥斯曼重病，在塔扎一带逝世。阿布·哈桑·阿里即位；另一子阿布·阿里继续在南方统治着西吉尔马萨。
阿布·赛义德·奥斯曼在非斯建造了三所伊斯兰学校：新非斯学院（1320年）、萨赫里吉学院（1321年）、阿塔林学院（1323年）。这三所学院都有着重要地位。